# Тарнорудка
Тарнорудка, Тернорудка, Tarnorudka — річка в Україні, у Волочиському районі Хмельницької області, ліва притока Збруча (басейн Дністра).

## Опис
Довжина річки приблизно 10,5 км. Висота витоку над рівнем моря — 314 м, висота гирла — 268,2 м, падіння річки — 46 м, похил річки — 2,67 м/км. Формується з багатьох струмків та водойм. Головна притока річка Рутка, яка впадає в неї у Тарноруді.

## Розташування
Бере початок на східній стороні від села Соломна. Тече переважно на північний захід через села Ріпна та Тарноруда і на його південно-західній околиці впадає в річку Збруч, ліву притоку Дністра.